# Levi Brown
(en) Statistiques sur pro-football-reference
Levi James Brown III, né le 16 mars 1984 à Jacksonville (Caroline du Nord) , est un joueur américain de football américain qui évolue au poste d'offensive tackle, essentiellement à droite.
Il effectua sa carrière universitaire aux Penn State Nittany Lions de l'Université d'État de Pennsylvanie en tant que defensive tackle puis changea a offensive tackle dans son année sophomore. Il fut titulaire à tous les matchs universitaires qu'il joua.
Il fut drafté en 2007 à la 5e place (premier tour) par les Cardinals de l'Arizona avec lesquels il joue actuellement.
Son agent est Chafie Fields, ancien des Penn State Nittany Lions, et son contrat pourrait être d'une valeur pouvant atteindre 62 millions de dollars US, dont un peu plus de 18 millions garanti sur six ans.